# Église Saint-Luc de Holmes Chapel
L'église Saint-Luc (anglais : St Luke's Church) est un édifice religieux anglican bâtie en 1430, située à Holmes Chapel dans le Cheshire, au Royaume-Uni.